# Xã Chatfield, Quận Fillmore, Minnesota
Xã Chatfield (tiếng Anh: Chatfield Township) là một xã thuộc quận Fillmore, tiểu bang Minnesota, Hoa Kỳ. Năm 2010, dân số của xã này là 531 người.